# Ferdinand de Loyers
Pour les articles homonymes, voir Loyers.
Ferdinand de Loyers fut le 40e abbé de Parc, de 1756 jusqu'à sa mort en 1762, l'abbaye de Parc étant un monastère prémontré situé dans le Brabant flamand, en Belgique, près de Louvain, fondé en 1129 et toujours en activité en 2021.
Sous l'administration de cet abbé, la paroisse de Heverlee était desservie par les chanoines de l'abbaye de Parc. Par ailleurs, vers 1756-1757, le prélat a bâti le presbytère de la petite paroisse de Hauwaert.

## Chronologie
Ferdinand de Loyers est né au château de Schaltin le 13 janvier 1706, fils du chevalier Jean Godefroid de Loyers, seigneur de Schaltin, et de Gertrude Beys, de Beauvechain,.
Il devient profès en 1729, est ordonné prêtre en 1731, licencié en théologie par le collège de Prémontré à Louvain, devenant vicaire à Wackerzeel en 1737, à Werchter en 1742, successivement cellérier puis curé de Korbeek-Lo en 1753,. Il est élu abbé de Parc le 30 juin 1756 par le vote des religieux, et est béni par le cardinal-archevêque Thomas-Philippe d'Alsace de Hénin-Liétard le 26 septembre 1756,.
Il meurt à l'abbaye de Parc le 15 février 1762.

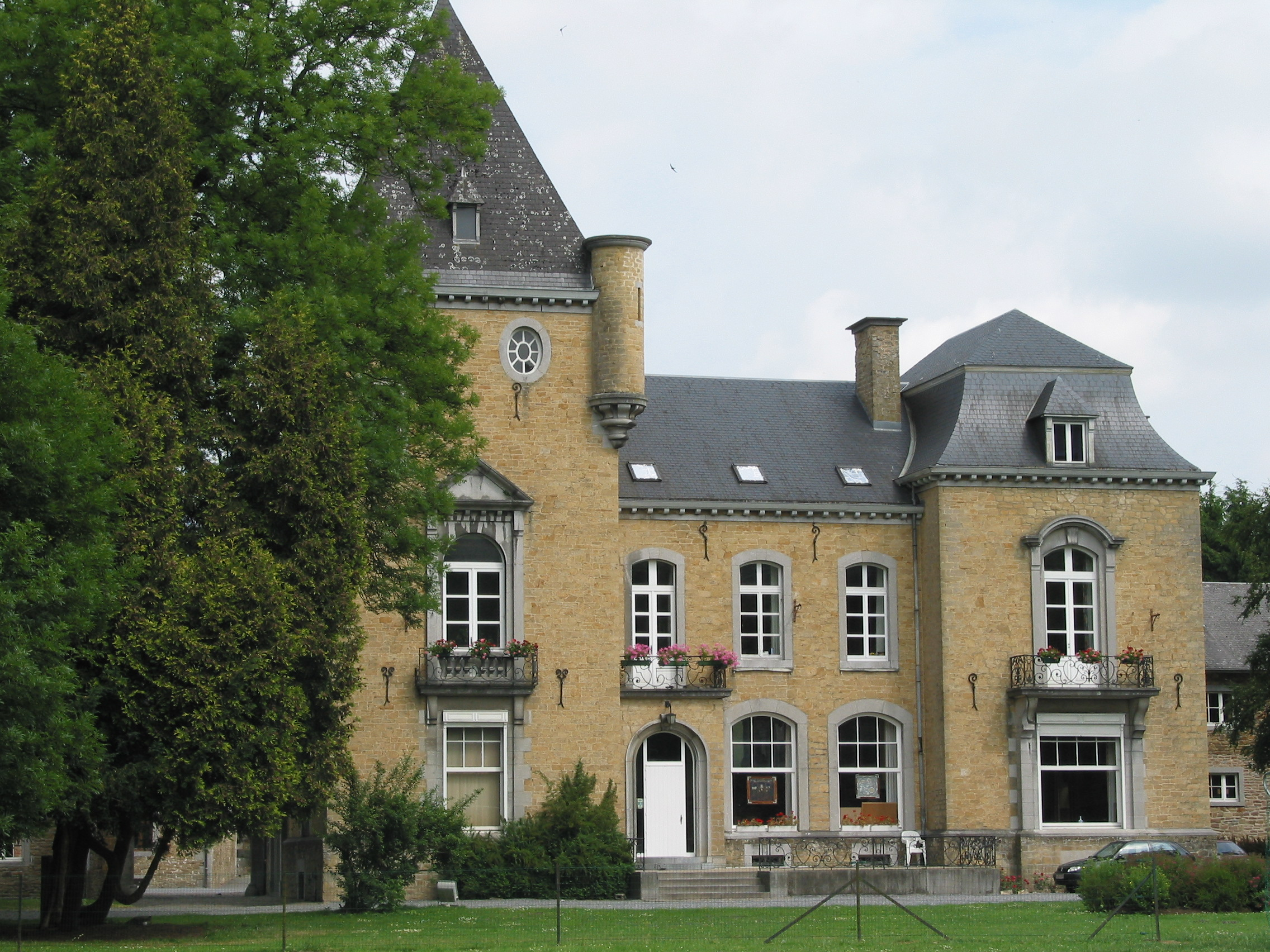
Le château de Schaltin (XVIe et XVIIe siècles).
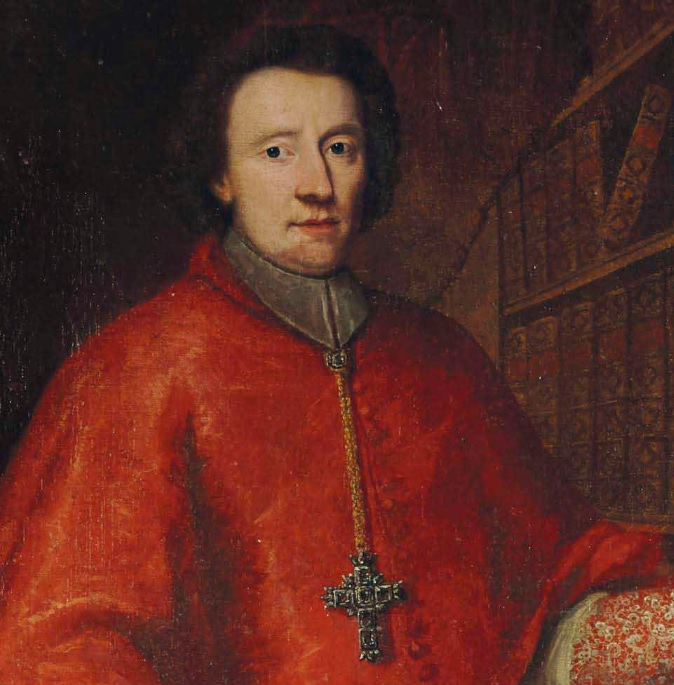
Le cardinal-archevêque Thomas-Philippe d'Alsace de Hénin-Liétard.

## Abbatiat
Sous l'administration de l'abbé Ferdinand de Loyers, la paroisse de Heverlee est desservie par les chanoines de l'abbaye de Parc. Par ailleurs, vers 1756-1757, le prélat bâtit le presbytère de la petite paroisse de Hauwaert, qui ne compte que soixante communiants à la fin du XVIe siècle.

## Postérité

### Portrait
Le portrait de l'abbé Ferdinand de Loyers existe à la fois à l'abbaye de Parc et aussi au presbytère d'Heverlee.

### Armes de l'abbé
Les armes de Ferdinand de Loyers sont présentes à l'abbaye de Parc, au presbytère d'Heverlee comme sculptées au-dessus de la porte d'entrée de la cure d'Heverlee. Selon J.E. Jansen, elles se blasonnent : « écartelé, au 1 et 4 d'or à une rose de gueules, au 2 et 3 de gueules à deux lions léopardés d'or, posés en pal » et ont en devise : « Carpe rosas »,. En fait, J.E. Jansen commet une erreur car, sur les armes de cet abbé, les lions sont « l'un sur l'autre » et non « posés en pal ».
Un examen de l'armorial des abbés de Parc permet en outre de rapprocher les armes de l'abbé Ferdinand de Loyers de celles de tous les autres abbés de l'établissement religieux.

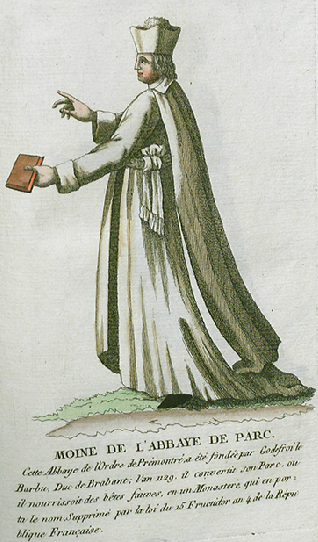
Chanoine de l'abbaye de Parc.
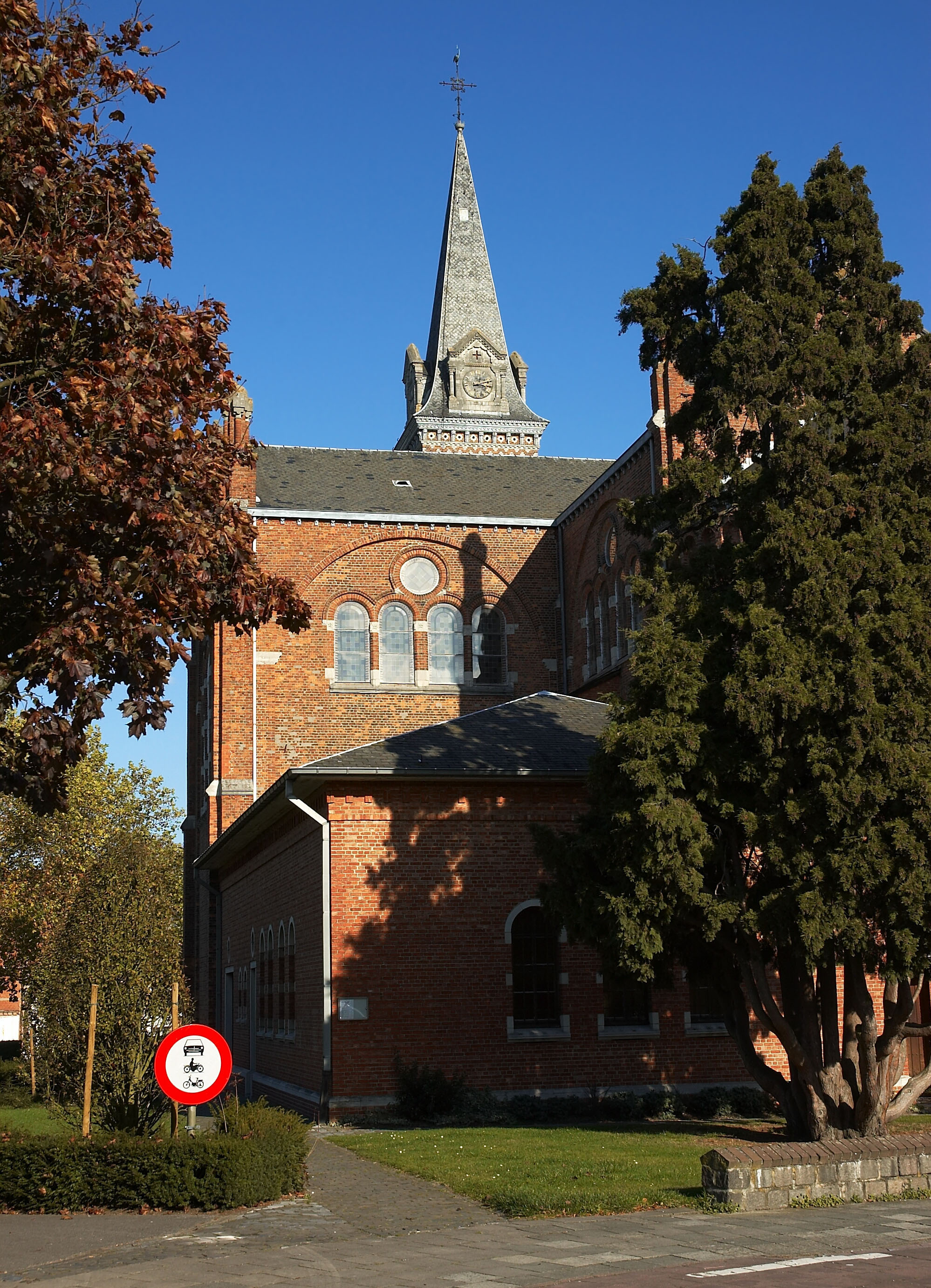
Église Saint-Lambert à Heverlee.
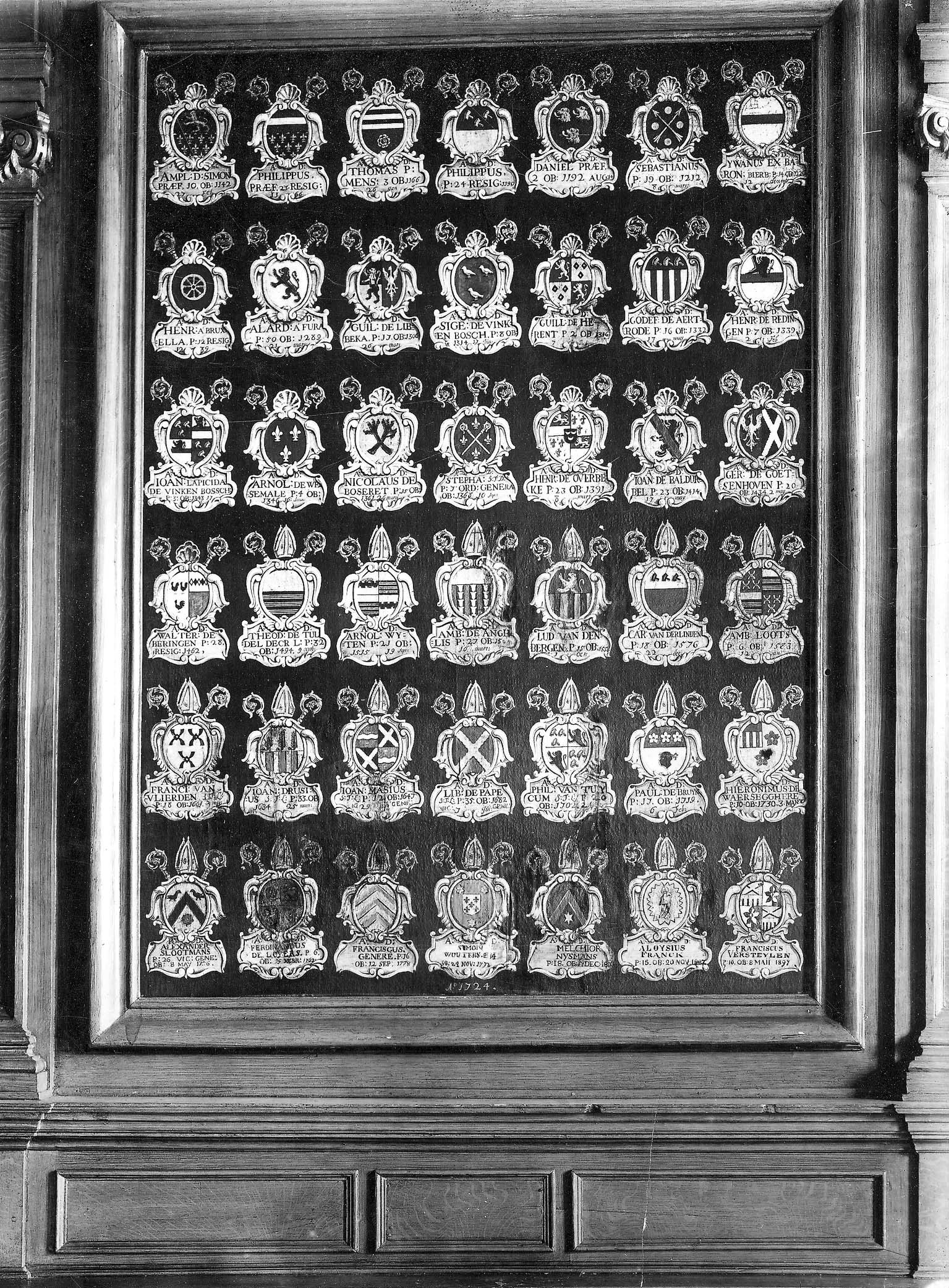
Tableau des armes des abbés de Parc (1724).